# Мячик для гольфа (картина Лихтенштейна)
«Мячик для гольфа» (англ. Golf Ball) — картина в стиле поп-арт, созданная американским художником Роем Лихтенштейном в 1962 году. Она выполнена маслом на холсте. На ней изображена «отдельная сфера с узорчатыми, разнонаправленными полукруглыми выемками.» Работу обычно ассоциируют с чёрно-белыми работами Пита Мондриана. «Мячик для гольфа» был представлен на первой персональной выставке Лихтенштейна и имел решающее значение для его ранней ассоциации с поп-артом.

## История
Все билеты на первую персональную выставку Роя Лихтенштейна в Галерее Лео Кастелли в Нью-Йорке в феврале 1962 года были проданы ещё до её открытия. «Мячик для гольфа» был представлен на ней среди других работ художника. Позднее Лихтенштейн включил его и в другие свои произведения: «Натюрморт с золотыми рыбками и картиной с мячом для гольфа» (англ. Still Life with Goldfish Bowl) 1972 года и «Стремление к барокко» (англ. Go for Baroque) 1979 года. «Мячик для гольфа» служит примером новизны совмещения абстракционизма и фигуративизма. Абстракционизм в этой работе достигается путём устранения трёхмерности, светотени и рельефа.
Использование Лихтенштейном чёрного и белого цветов, возможно, было вызвано влиянием произведений 1940-х и 1950-х годов Виллема де Кунинга, Франца Клайна и Роберта Мазервелла. Наиболее вероятно, «Мячик для гольфа» является отсылкой к «Композиции в чёрно-белом цвете» (англ. Composition in Black and White), работе Пита Мондриана 1917 года. По другой версии картина Лихтенштейна может служить отсылкой к другому произведению Мондриана, «Композиции № 10 (Волнолом и океан)» 1915 года. Работы этого художника часто служили дополнительным источником для Лихтенштейна во время создания его работ на основе рекламируемых объектов в 1960-е годы. Сам он назвал Мондриана источником вдохновения для своей картины «Плюс и минус».

## Описание
В 1962 году Лихтенштейн создал несколько работ, в которых он изобразил «…повторяющуюся закономерность узорчатых поверхностей…» «Мячик для гольфа» — это изображение мяча для гольфа с использованием набора чёрных и белых дуг Мондриана, призванных отобразить трёхмерность предмета. Однако нейтральный фон манипулирует изображением и уменьшает характеристики объёма, лишая зрителя его перспективы. Таким образом картина предстаёт как «совокупность абстрактных знаков». Сам Лихтенштейн описал свою работу как «антитезу тому, что считалось имеющим „художественный смысл“» из-за отсутствия перспективы в ней.
«Мячик для гольфа» служит примером зарождающегося «уверенного авторитета» его однообразных картин. Прямота «фронтального и централизованного представления» не была чем-то особенным для рекламы, изображавшей бытовые товары для продажи, но считалась смелой в художественном отношении. Чёрно-белая живопись на сером фоне бросала вызов как естественному восприятию реализма, так и границам абстракции. Работа Лихтенштейна «создаёт как впечатление пространства, так и факт её поверхности».